# Francesca Ortolani
Francesca Ortolani (* 25. června 1982 Řím), známá též dříve jako Aufidena či Viking, je italská zpěvačka, hudebnice a zvuková inženýrka. V mládí žila v Bavorsku. Vystudovala elektroniku na římské univerzitě La Sapienza, v roce 2017 obhájila doktorát z informačních a komunikačních technologií tamtéž. Má též diplom v oboru zvukové techniky.
Její raná hudební tvorba má blízko k folk rocku, inspirovanému např. Carole Kingovou nebo skupinou Jethro Tull. Své písně obvykle doprovází hrou na flétnu, piano či kytaru.
Svými ranými alby vzdávala hold severské mytologii a fašistické Itálii (album L’eco della battaglia obsahuje přezpívané písně z období Mussoliniho Itálie), čímž dosáhla určitého věhlasu i v krajně pravicových kruzích.  V roce 2005 spolupracovala jako klávesistka a zpěvačka na albu blackmetalové skupiny Geimhre.
V pozdější tvorbě se věnuje rockovým baladám s gotickými prvky. V roce 2024 uvedla v rámci svého projektu Operation Moonchild několik písní, jimiž vzdala poctu Bruci Dickinsonovi.

## Diskografie (výběr)
Jako Viking
- Askungen (2002)
- L’eco della battaglia (2003)
- Gloucester Road (2005)

Jako Aufidena
- Z80 (2008)

Jako Francesca Ortolani
- In Scientia Egeriae (2022)
- The Power Station Vol. 1 (2023)
- Operation Moonchild (Tribute to Bruce Dickinson) (2024–2025)

S Geimhre
- Mollachd (2005)
- Noidagh (2008)